# باکونی‌سنت‌ایوان
باکونی‌سنت‌ایوان (به مجاری: Bakonyszentiván) یک شهرداری در مجارستان است که در ناحیه پاپا واقع شده‌است. باکونی‌سنت‌ایوان ۹٫۱۴ کیلومتر مربع مساحت و ۲۵۶ نفر جمعیت دارد.